# Stick to Me
Stick to Me è il terzo album in studio di Graham Parker, con la partecipazione della band The Rumour, uscito nel 1977 per la Vertigo Records.

## Descrizione
La lavorazione del disco è stata molto complicata. Stando a quanto racconta lo stesso Parker, l'opera venne eseguita con un ensemble composta da più di 80 elementi. Durante la fase del mastering, tuttavia, il nastro si rovinò e la band fu costretta a registrare nuovamente il lavoro, in meno di una settimana.
L'artista inglese, inizialmente, detestò il risultato finale. Col tempo, però, ha apprezzato maggiormente Stick to Me, considerandolo uno dei suoi album meglio riusciti.

## Accoglienza
Dave Marsh, critico di Rolling Stone, scrisse, in un articolo dell'epoca: «Stick to Me è il disco rock più atteso dai tempi di Born to Run e avrebbe dovuto imprimere il marchio di un ampio successo in questa fase della carriera di Parker».
Sul portale Allmusic è considerato dagli utenti come il miglior album del chitarrista britannico.

## Tracce
1. Stick to Me – 3:29
2. I'm Gonna Tear Your Playhouse Down – 3:26 (Earl Randle)
3. Problem Child – 3:25
4. Clear Head – 2:58
5. The New York Shuffle – 2:58
6. Watch the Moon Come Down – 4:49
7. Soul on Ice – 3:01
8. Thunder and Rain – 3:15
9. The Heat in Harlem – 7:00
10. The Raid – 2:39

## Formazione
- Graham Parker - voce, chitarra elettrica
- Brinsley Schwarz - chitarra classica
- Bob Andrews - pianoforte, tastiere, organo
- Martin Belmont - chitarra elettrica
- Andrew Bodnar - basso elettrico
- Steve Goulding - batteria
- John Altman - sassofono
- John Earl - sassofono

## Classifiche
| Classifica (1977) | Posizione massima |
| ----------------- | ----------------- |
| Regno Unito       | 19                |
| Stati Uniti       | 125               |